# 染殿院
染殿院（そめどのいん）は、京都市中京区にある時宗の寺院。本寺金蓮寺の境外塔頭。本尊は地蔵菩薩。安産祈願の寺として有名である。

## 歴史

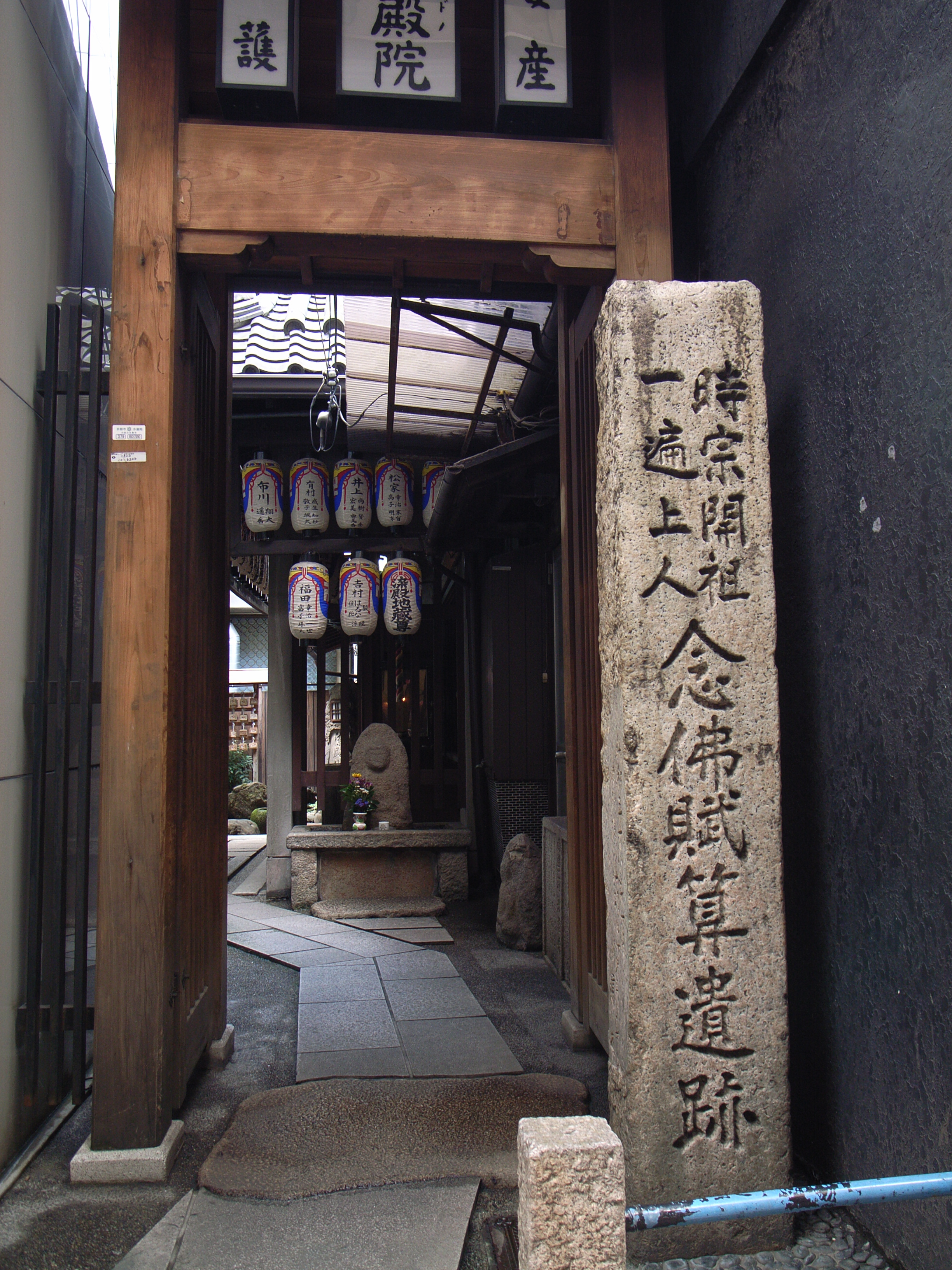
染殿院東門

当院は大同3年（808年）に空海によって創建された小堂に始まる。その後、空海が唐に渡り帰国すると当院に入って十住心論を清書したことから、十住心院と称されるようになった。
文徳天皇の女御・染殿后（そめどの の きさき）が当院の地蔵菩薩に祈願したところ、後の清和天皇が生まれたことから、当院の地蔵菩薩は安産にご利益があるとされ染殿地蔵と呼ばれ、当院は染殿院と呼ばれるようになった。
この後、付近一帯が村上天皇の第四皇子・為平親王の屋敷となったため、染殿院は為平親王の屋敷に取り込まれ為平親王の御願寺とされた。また、為平親王は染殿式部卿と呼ばれるようになった。
東大寺の僧・奝然が釈迦如来像（生身の釈迦）を請来して宋から戻ると、三尺余りの釈迦如来像を彫らせて当院に寄進した。以来当院は釈迦院と呼ばれるようになった。
南北朝時代、西芳寺（苔寺）に夢窓疎石が庭を造ろうとしていた際、当院の地蔵菩薩の化身がその作庭を手伝ったという。
室町時代初期には当院はどこの宗派にも属していなかったが、嘉慶2年（1388年）12月22日に足利義満により時宗の金蓮寺に寄進されてしまい、金蓮寺の塔頭とされた。
元治元年（1864年）7月に禁門の変が起きると、どんどん焼けによって全焼した。現在の建物はその後に建てられた仮堂である。

## 境内
- 本堂 - 本尊の地蔵菩薩は裸形像である。
- 庫裏
- 東門
- 南入口 - 和菓子屋の店内を横断する形となっている。